# Fresenius SE
Fresenius SE & Co. KGaA és una empresa del sector de la salut amb seu a Bad Homburg vor der Höhe, Alemanya. Proporciona productes i serveis per a diàlisi, en hospitals i atenció mèdica hospitalària i ambulatòria. Participa en la gestió hospitalària i en enginyeria i serveis per a centres mèdics i altres centres sanitaris. Forma part de l'índex DAX des del 23 de març de 2009.
El gener de 2017, Fresenius va adquirir el Grupo Hospitalario Quirónsalud, el principal grup hospitalari d'Espanya per 5.700 milions d'euros i el va fusionar amb el Grup Helios, establint el grup hospitalari més gran d'Europa.
L'empresa ocupa el lloc 240 de la llista Forbes Global 2000.

## Divisions
El grup té quatre divisions:
- Fresenius Medical Care. És una empresa cotitzada en borsa de la qual Fresenius té el 30,8%, se centra en pacients amb insuficiència renal crònica.[3] Amb una seu nord-americana a Waltham (Massachusetts), té un 38% de quota de mercat del mercat de diàlisi als Estats Units.
- Fresenius Helios. És el major operador hospitalari i proveïdor de pacients hospitalitzats i ambulatoris d'Europa. Gestiona 86 hospitals a Alemanya, 52 hospitals a Espanya i 6 hospitals a Amèrica Llatina.[4]
- Fresenius Kabi. És un proveïdor de medicaments essencials, productes de nutrició clínica i dispositius mèdics. Produeix versions genèriques de productes intravenosos d'oncologia com Paclitaxel, Irinotecan, Oxaliplatí, Gemcitabina, Citarabina, Carboplatí, Topotecan, Docetaxel i Epirubicina.
- Fresenius Vamed. És una empresa austríaca de serveis professionals especialitzada en estudis de viabilitat i gestió i manteniment d'equips mèdics i centres sanitaris.

## Estructura
- Fresenius SE & Co. KGaA
  - Fresenius Medical Care
    - NxStage Medical, Inc.

  - Fresenius Helios
    - Helios Kliniken GmbH
      - Humaine Kliniken
      - IDC Salud Holding S.L.U. (Quirónsalud)
      - Damp Group

  - Fresenius Kabi AG
    - Labesfal SA
    - Fresenius Kabi Oncology Plc
    - Dabur Pharma Ltd
    - APP Pharmaceuticals, Inc
    - Fenwal Holdings, Inc.

  - Fresenius Vamed